# 귀멸의 칼날: 환락의 거리편
《귀멸의 칼날: 환락의 거리편》(일본어: 鬼滅の刃 遊郭編)은 고토게 코요하루의 동명의 만화를 원작으로 하는 일본의 TV 애니메이션 귀멸의 칼날의 제2기이며, 2021년 12월 5일부터 2022년 2월 13일까지 후지 TV 계열에서 방영되었다.
대한민국에서는 2021년 12월 7일부터 2022년 2월 15일까지 애니맥스 코리아에서 방영되었다.

## 줄거리
무한열차 임무 후, 탄지로는 렌고쿠 쿄쥬로의 본가로 오게 된다. 탄지로는 그곳에서 쿄쥬로의 동생 센쥬로와 아빠 신쥬로를 만나게 된다. 신쥬로는 탄지로의 귀걸이가 해의 호흡과 관련이 있다며 흥분한다. 잠시 후 여러 이야기를 마친 후, 센쥬로와 탄지로는 역대 염주의 서를 펼치게 되지만 책은 보기 힘들 정도로 찢겨져 있었다. 책을 찢은 사람은 렌고쿠 쿄쥬로의 아버지 신쥬로였다. 그리고 몇 달 후, 젠이츠와 이노스케, 탄지로는 열심히 훈련하여 상처를 회복한다. 며칠 뒤, 음주 우즈이 텐겐이 아오이와 나호를 데려가려 한다. 같이 나비저택에 있던 카나오와 키요, 스미가 말리던 중, 탄지로가 나타나 이마박치기를 시전하려던 순간 우즈이 텐겐이 저지한다. 하지만 탄지로는 물러서지 않고, 아오이와 나호 대신 자기가 가겠다고 말한다. 곧 젠이츠와 이노스케도 나타나 자신들도 같이 가겠다며 말한다. 이에 우즈이 텐겐은 이들의 동행을 허락한다.

## 주제가
[OP - 잔향산가]
노래: Aimer / 작사: aimerrhythm, 작곡: 토비나이 마사히로 / 편곡: 타마이 켄지, 토비나이 마사히로
[ED - 아침이 온다]
노래: Aimer / 작사, 작곡, 편곡: 카지우라 유키

## 등장인물
- 카마도 탄지로 - 성우: 하나에 나츠키
- 카마도 네즈코 - 성우: 키토 아카리
- 아가츠마 젠이츠 - 성우: 시모노 히로
- 하시비라 이노스케 - 성우: 마츠오카 요시츠구
- 우즈이 텐겐 - 성우: 코니시 카츠유키
- 칸자키 아오이 - 성우: 에하라 유리
- 다키(상현 6) - 성우: 사와시로 미유키
- 규타로(상현 6) - 성우: 오사카 료타

## 같이 보기
- 귀멸의 칼날
- 귀멸의 칼날 (애니메이션)
- 귀멸의 칼날: 남매의 연
- 극장판 귀멸의 칼날: 무한열차편
- 귀멸의 칼날: 나타구모산 편
- 귀멸의 칼날: 주합회의·나비저택 편
- 귀멸의 칼날: 상현집결, 그리고 도공 마을로
- 귀멸의 칼날: 도공 마을편
- 귀멸의 칼날: 합동 강화 훈련편
- 귀멸의 칼날: 장구저택 편
- 귀멸의 칼날: 아사쿠사 편
- 고토게 코요하루